# Клејмор
Клејмор је назив за шкотски дворучни мач.
Сматра се да је име овог мача настало од речи “claidheamh mòr” што на шкотском језику значи велики мач. Међутим, постоји још једна теорија која каже да је име настало од речи "claidheamh da lamh" што буквално значи дворучни мач, а “claidheamh” потиче од латинске речи гладијус.
Клејмор је велики дворучни мач који се користио у средњовековном периоду. У кланским ратовима и пограничним ратовима са Енглеском отприлике од 1300. до 1700. године. Последња битка у којој се овај мач нашао у значајном броју је битка код Киликранкија (битка између шкотских кланова) 1689. године. Већ тада је клејмор био нешто мало мањи од оног пре 300 година; овако мањи представљао је већу опасност јер је пружао већу брзину и покретљивост у борби. Такође је био ефикасан у разоружавању противника — његова конструкција омогућавала му је приликом укрштања (ен. cross-guard) потребан маневар који је противника лишавао оружја.
Просечан клејмор био је дугачак око 1,33 м, од чега је балчак био дугачак 33 цм а оштрица 1 м. Тежина просечног клејмора износила је 2,5 кг.
Један од познатијих клејмора је свакако клејмор који је користио чувени Вилијам Волас.